# Paradoxornis alabrú
El paradoxornis alabrú (Sinosuthora brunnea) és una espècie d'ocell passeriforme de la família dels paradoxornítids (Paradoxornithidae), tot i que sovint encara se'l troba classificat amb els sílvids (Sylviidae). Habita matolls, bambú i pastures del sud-oest de la Xina i est i centre de Myanmar. El seu estat de conservació es considera de risc mínim.

## Taxonomia
Segons la llista mundial d'ocells del Congrés Ornitològic Internacional (versió 12.2, juliol 2022), el paradoxornis alabrú tindria 3 subespècies:
- Sinosuthora brunnea brunnea;
- Sinosuthora brunnea styani;
- Sinosuthora brunnea ricketti.

Tanmateix, el Handook of the Birds of the World i la quarta versió de la BirdLife International Checklist of the birds of the world (Desembre 2019), consideren la subespècie s. b. ricketti tindria la categoria d'espècie. D'acord amb aquest altre criteri, s'hauria de considerar:
- Sinosuthora brunnea (stricto sensu) - Paradoxornis alabrú (2 subespècies).
- Sinosuthora ricketti. - Paradoxornis de Yunnan